# Petit Turnix
Turnix velox
Espèce
Répartition géographique
Statut de conservation UICN

 LC  : Préoccupation mineure
Le Petit Turnix (Turnix velox) est une espèce d'oiseau du genre Turnix endémique de l'Australie. C'est l'un des turnix les plus courants.

## Description

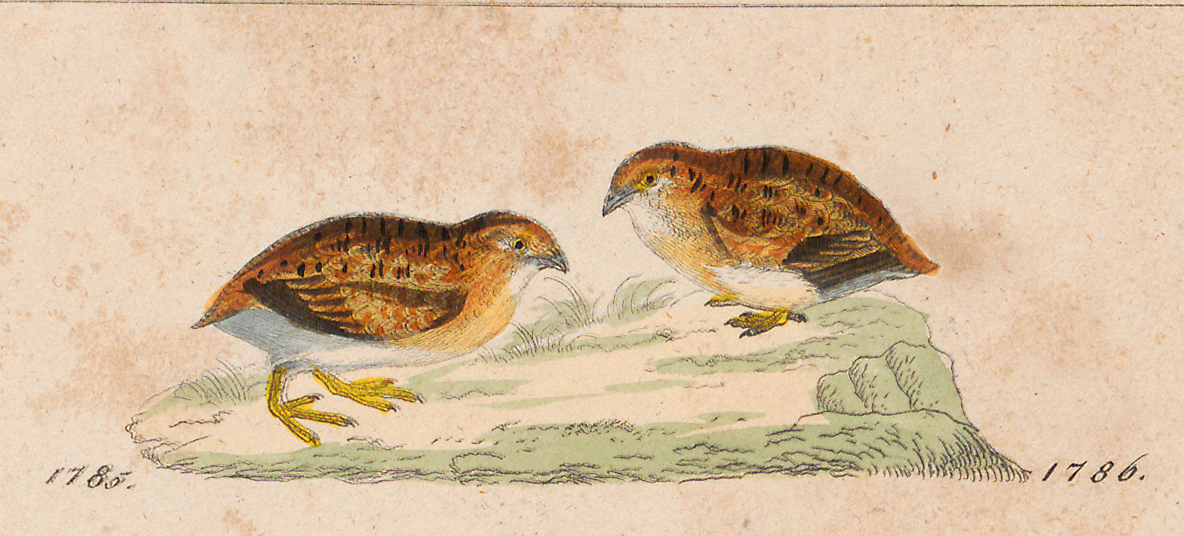
Couple de Petits Turnix (illustration du XIXe siècle)

La femelle est d'un brun paille avec des taches blanches au-dessus, presque blanc au-dessous.

## Répartition et habitat
Il vit dans les prairies australiennes.